# Букет (группа компаний)
Группа компаний «Букет» (ГК «Букет») — российская финансово-промышленная группа. Штаб-квартира — в Саратове. Создана в 1994 году.
Контролируется менеджментом, в том числе президентом Холдинга «Солнечные продукты» Владиславом Буровым. Президент Группы компаний «Букет» — Владислав Буров.

## Деятельность
В ГК «Букет» входит холдинг «Солнечные продукты» (в его составе — жировой комбинат в Саратове, Московский и Новосибирский жировые комбинаты, Аткарский МЭЗ, Балаковский МЭЗ, и др.), «Нижневолжский коммерческий банк». С марта 2012 года структурам «Букета» принадлежит 49 % московской парфюмерно-косметической фабрики «Свобода».
Также компания планирует реализацию крупных строительных проектов в Москве, Новосибирске и Саратове.
Совокупная выручка группы на конец 2013 года — более 40 млрд руб.